# Rhodoarrhenia pezizoidea
Rhodoarrhenia pezizoidea är en svampart som först beskrevs av Speg., och fick sitt nu gällande namn av Rolf Singer 1964. Rhodoarrhenia pezizoidea ingår i släktet Rhodoarrhenia och familjen Bolbitiaceae.   Inga underarter finns listade i Catalogue of Life.